# 海老川站
海老川站（日语：／ Ebikawa eki */?）是位於青森縣陸奧市昭和町，下北交通的大畑線車站（廢站）。

## 歷史
- 1960年（昭和35年） - 當時已經開設此站（臨時乘降場）[1]。
- 1966年（昭和41年）12月15日 - 升級為車站[1]。
- 1985年（昭和60年）7月1日 - 下北交通繼承國鐵大畑線[1]。
- 2001年（平成13年）4月1日 - 下北交通大畑站全線廢除，此站也廢除。

## 車站構造
截至車站廢除前，此站是地面車站，設有1面1線的單式月台（大畑站方向的列車會開啟左邊車門）。在廢站後把月台等鐵路設施撤走，變為空地。

## 車站周邊
- 青森縣立田名部高等學校（日语：青森県立田名部高等学校） - 學校最近此站，有許多學生客使用此站。

## 相鄰車站
下北交通
大畑線
下北－海老川－田名部

## 注腳
1. 1 2 3 4  石野哲（編）. . JTB. 1998: 511. ISBN 978-4-533-02980-6 （日语）.